# جزيرة باتيلوران الغربية
جزيرة باتيلوران الغربية وهي جزيرة من جزر إندونيسيا، وتقع بولاو سيريبو ضمن شمال الجزر الألف في إقليم جاكارتا.